# Apis mellifera taurica
Apis mellifera taurica este o subspecie din peninsula Crimeea a albinei melifere europene (Apis mellifera).